# Abu Dhabis internationella flygplats
Abu Dhabis internationella flygplats (IATA: AUH, ICAO: OMAA) (arabiska: مطار أبوظبي الدولي) är en internationell flygplats i emiratet Abu Dhabi, Förenade Arabemiraten. Den är belägen 20,6 km öst om Abu Dhabi. Flygplatsen är den andra största i landet efter Dubais internationella flygplats.